# 마스 아야 델 푸엔테
《마스 아야 델 푸엔테》(스페인어: Más allá del puente)은 1993년 방영된 멕시코의 텔레노벨라이다.